# アカルビオシン
アカルビオシン(Acarviosin)は、シクロヘキシトールが4-アミノ-4,6-ジデオキシ-D-グルコピラノースに結合した二糖である。強いα-アミラーゼ阻害剤であるアカルボース及びその誘導体の構成要素である。窒素原子が、天然の基質よりも強くα-アミラーゼに結合するため、他の阻害剤よりも強力になっている。アカルビオシンを含む他のα-アミラーゼ阻害剤は、微生物Streptomyces luteogriseusのイソバレルタチンやブチタチン、またStreptomyces coelicoflavusのより長いオリゴ糖等で見られる。